# بیو او روما (آرکانزاس)
بیو او روما (به انگلیسی: Beav-O-Rama) یک منطقهٔ مسکونی در ایالات متحده آمریکا است که در شهرستان واشینگتن، آرکانزاس واقع شده‌است. این منطقه ۳۸۰ متر بالاتر از سطح دریا واقع شده‌است.